# Coalition nationale d'Afghanistan
La Coalition nationale d'Afghanistan (persan : ائتلاف ملی, Etelaf-e Milli ; auparavant connue sous le nom de Coalition pour le changement et l'espoir), est une coalition politique en Afghanistan dirigée par Abdullah Abdullah, ancien ministre afghan des Affaires étrangères (2001-2005) et principal challenger du président Hamid Karzaï lors des élections présidentielles afghanes de 2009. Abdullah Abdullah était un ami proche du leader de l'Alliance du Nord d'Ahmad Shah Massoud qui fut assassiné deux jours avant les attentats du 11 septembre.
Outre le Front national d'Afghanistan, la Coalition nationale présente le premier mouvement d'opposition démocratique contre les gouvernements d'Hamid Karzaï, et d'Ashraf Ghani. Abdullah Abdullah est soutenu entre autres par le gouverneur de la province de Balkh, Ustad Atta Mohammad Noor (en). Abdullah et Atta Noor sont tous deux issus du Jamiat-e Islami comme le président du Front national afghan Ahmad Zia Massoud et l'ancien chef du renseignement Amrullah Saleh.